# NGOismus
NGOismus je termín, který podle jedné definice popisuje existující ideologii, podle jiných názorů jde o pojem bez faktického obsahu sloužící ke zviditelnění mluvčího. Pojem se nestal součástí slovníků politologů; nepoužívá se, protože tento předpokládaný -ismus nebyl na politické scéně zastižen. I když část neziskových organizací byla založena z důvodu šíření idejí či ideologií, byly to až politické strany, které s těmito ideologiemi usilovaly o moc ve státě. Naopak potřebu zviditelnění pojem krátkodobě splnil. Pojem se objevil v českých mediích od 16. května 2005 do 11. září 2005 ve 177 případech jako reakce na projev prezidenta ČR na Varšavském summitu Rady Evropy 16. května 2005.

## Vznik termínu
Slovo je technický vytvořeno z anglické zkratky NGO a přípony -ismus, která tak vytváří podstatné jméno označující ideologii. NGO je zkratka anglického termínu Non-governmental organization, do češtiny zpravidla překládaného jako nestátní nezisková organizace (NNO). Termín NGOismus je i v anglicky mluvícím prostředí poněkud neobvyklý a nepoužívají ho ani lidé, kteří jsou uváděni jako objevitelé tohoto (údajného) trendu.

## Perspektiva termínu NGOismus

### Výstižnost termínu
Podmínkou užívání novotvaru je jeho výstižnost, která zde absentovala. Byl použit termín NGO, tedy anglická zkratka, která se v českém prostředí nezabydlela. Termín byl konstruován profesorsky, neměl vtip, který ho mohl pomoci, třeba v posunutém významu, uchytit ve slovníku politologů a novinářů.
Neziskový sektor, zvlášť ten zaměřený na poskytování sociálních a zdravotních služeb, si postupem času získal respekt většinové společnosti, a představa „neziskovky“, která usiluje o moc ve státě se stala absurdní.
Šíření konkrétních myšlenek bylo motivem založení některých neziskových organizací, ale ideologie jednotlivých subjektů byly rozdílné a nemohly ovlivňovat moc. Nikdo neznal prostředky, kterými by to neziskové organizace udělaly a nikdo je ani neuměl pojmenovat.

### Účelnost termínu
Část zahraničních politiků se nadále snaží postavit veřejnost proti neziskovým organizacím, ale termín NGOismus nepoužívají. Vliv neziskových organizací na veřejné mínění chtějí omezit zákony a k prosazení těchto zákonů používali a používají politici slova s větším účinkem na veřejnost. V Maďarsku a v Rusku to byl termín zahraniční agenti, Ale v Maďarsku i heslo „Soros“.

## Obhajoba termínu
Na pojem nelze pohlížet bez souvislosti s osobou Václava Klause, který přinesl termín NGOismus do české politiky, podobně jako jiné termíny. Exprezident nemá proti činnosti jednotlivých nestátních neziskových organizací námitek. Zásadně odmítá vliv neziskových organizací na tvorbu zákonů. Proti vlivu jiných subjektů (lobbistů) námitek nemá.